# 남자는 괴로워 - 어서와 토라
남자는 괴로워 - 어서와 토라(男はつらいよ お帰り 寅さん, Tora-san, Wish You Were Here)는 일본에서 제작된 야마다 요지 감독의 2019년 코미디, 드라마 영화이다. 아츠미 키요시 등이 주연으로 출연하였다.

## 출연

### 주연
- 아츠미 키요시
- 바이쇼 치에코
- 요시오카 히데타카

### 조연
- 고토 쿠미코

## 제작진
- 조명: 츠치야마 마사토
- 녹음: 키시다 카즈미
- 미술: 토모코 쿠라타